# 舟群乡
舟群乡，是中华人民共和国青海省海西蒙古族藏族自治州天峻县下辖的一个乡镇级行政单位。

## 行政区划
舟群乡下辖以下地区：
桑毛牧委会、迪尔恩牧委会、岗东牧委会、吉陇牧委会、茫扎牧委会和浪钦牧委会。